# Cremastus sabulosus
Cremastus sabulosus is een insect dat behoort tot de orde vliesvleugeligen (Hymenoptera) en de familie van de gewone sluipwespen (Ichneumonidae). De wetenschappelijke naam van de soort werd voor het eerst geldig gepubliceerd door Samuel Constantinus Snellen van Vollenhoven in 1878. De soort werd ontdekt in de duinen van Scheveningen door een heer Van der Wulp.